# David Patiño
David Patiño Oviedo (Città del Messico, 6 settembre 1967) è un allenatore di calcio ed ex calciatore messicano, di ruolo attaccante.